# Пропин
Пропи́н (метѝлацетиле́н, аллиле́н, химическая формула — {\displaystyle {\ce {C3H4}}} или {\displaystyle {\ce {CH3-C#CH}}}) — органическое соединение, относящееся к классу непредельных углеводородов — алкинов.
При нормальных условиях пропин — бесцветный газ с неприятным запахом.

## Физические свойства
Пропин — бесцветный легковоспламеняемый газ с неприятным запахом. Умеренно токсичен.

## Химические свойства

### Реакции присоединения
1) Гидрирование — присоединение молекул водорода с образованием пропана:
{\displaystyle {\ce {C3H4 + 2H2 ->[{\ce {Ni}}] C3H8}}}.
2) Галогенирование — присоединение молекул галогенов с образованием 1,1,2,2-тетрахлорпропана:
{\displaystyle {\ce {C3H4 + 2 Cl2 -> C3H4Cl4}}}.
3) Гидрогалогенирование — присоединение молекул галогенводородов с образованием 2,2-дихлорпропана:
{\displaystyle {\ce {C3H4 + 2 HCl -> C3H6Cl2}}}.
4) Гидратация — присоединение молекулы воды с образованием ацетона (реакция Кучерова):
{\displaystyle {\ce {C3H4{}+H2O->[{\ce {Hg^{2+},\ H^{+}}}]C3H6O}}}.
5) Присоединение циановодорода с образованием метакрилонитрила:
{\displaystyle {\ce {C3H4 + HCN -> C3H5CN}}}.

### Реакции замещения
1) Взаимодействие пропина с металлическим натрием с образованием 2-метилацетиленида натрия и водорода:
{\displaystyle {\ce {2C3H4 + 2 Na -> 2 C3H3Na + H2 ^}}}.
2) Далее взаимодействие 2-метилацетиленида натрия с хлорметаном приводит к образованию 2-бутина:
{\displaystyle {\ce {CH3C#CNa + CH3Cl -> CH3C#CCH3 + NaCl}}}.

### Реакции окисления
1) Взаимодействие пропина с кислородом при повышенной температуре приводит к полному сгоранию с образованием углекислого газа и воды:
{\displaystyle {\ce {2 C3H4 + 4 O2 ->[{\ce {t}}] 3 CO2 ^ + 2 H2O}}}.
2) Окисление пропина перманганатом калия в кислой среде с образованием уксусной кислоты:
{\displaystyle {\ce {5 C3H4 + 8 KMnO4 + 12 H2SO4 ->[{\ce {t}}]}}}
{\displaystyle {\ce {-> 3 C2H4O2 + 5 CO2 ^ + 4 K2SO4 + 8 MnSO4 + 12 H2O}}}.
3) Окисление пропина перманганатом калия в нейтральной среде с образованием ацетата калия:
{\displaystyle {\ce {3 C3H4 + 8 KMnO4 ->[{\ce {t}}]}}}
{\displaystyle {\ce {-> CH3COOK + 2 K2CO3 + KHCO3 + 8 MnO2 v + H2O}}}.

### Реакция полимеризации
Полимеризация пропина при ультрафиолетовом облучении приводит к образованию полипропина.

### Тримеризация пропина
Тримеризация пропина проходит при температуре в присутствии активированного угля с образованием мезитилена:
{\displaystyle {\ce {3C3H4->[{\ce {t,\ C}}]C9H12}}}.

### Качественные реакции на пропин
1) Взаимодействие пропина с реактивом Толленса приводит к образованию осадка метилацетиленида серебра:
{\displaystyle {\ce {C3H4 + [Ag(NH3)2]OH -> C3H3Ag v + 2 NH3 ^ + H2O}}}.
2) Взаимодействие пропина с гидроксидом диамминмеди(I) приводит к образованию осадка метилацетиленида меди:
{\displaystyle {\ce {C3H4 + [Cu(NH3)2]OH -> C3H3Cu v + 2 NH3 ^ + H2O}}}.

### Прочие свойства
Пропин может изомеризоваться в аллен в присутствии силикатов и других катализаторов.

## Получение
В промышленности пропин получают взаимодействием карбида магния состава {\displaystyle {\ce {Mg2C3}}} с водой и как побочный продукт при производстве ацетилена:
{\displaystyle {\ce {Mg2C3 + 4 H2O -> C3H4 + 2 Mg(OH)2 v}}}.
Аллилен получают действием спиртового раствора гидроксида калия при нагревании на 1,2-дибромпропан ({\displaystyle {\ce {(CH3CHBr-CH2Br)}}}).

## Равновесие с пропадиеном
Пропин всегда находится в равновесии со своим изомером пропадиеном {\displaystyle {\ce {H2C=C=CH2}}}. Для названия такой смеси иногда применяют аббревиатуру «MAPD», по первым буквам m — метил, a — ацетилен, p — пропа и d — диен:
{\displaystyle {\ce {H3C-C#CH <=> H2C=C=CH2}}}.
Для этой реакции константа равновесия Keq = 0,22 (при 270 °C) или 0,1 (при 5 °C).
MAPD образуется как побочный продукт, как правило нежелательный, при дегидрировании пропана с целью получения пропена, важного исходного вещества для многих химических производств. MAPD может взаимодействовать с катализатором Циглера — Натта, что мешает полимеризации пропена.

## Применение
Пропин используется в качестве ракетного топлива.